# Hangberg

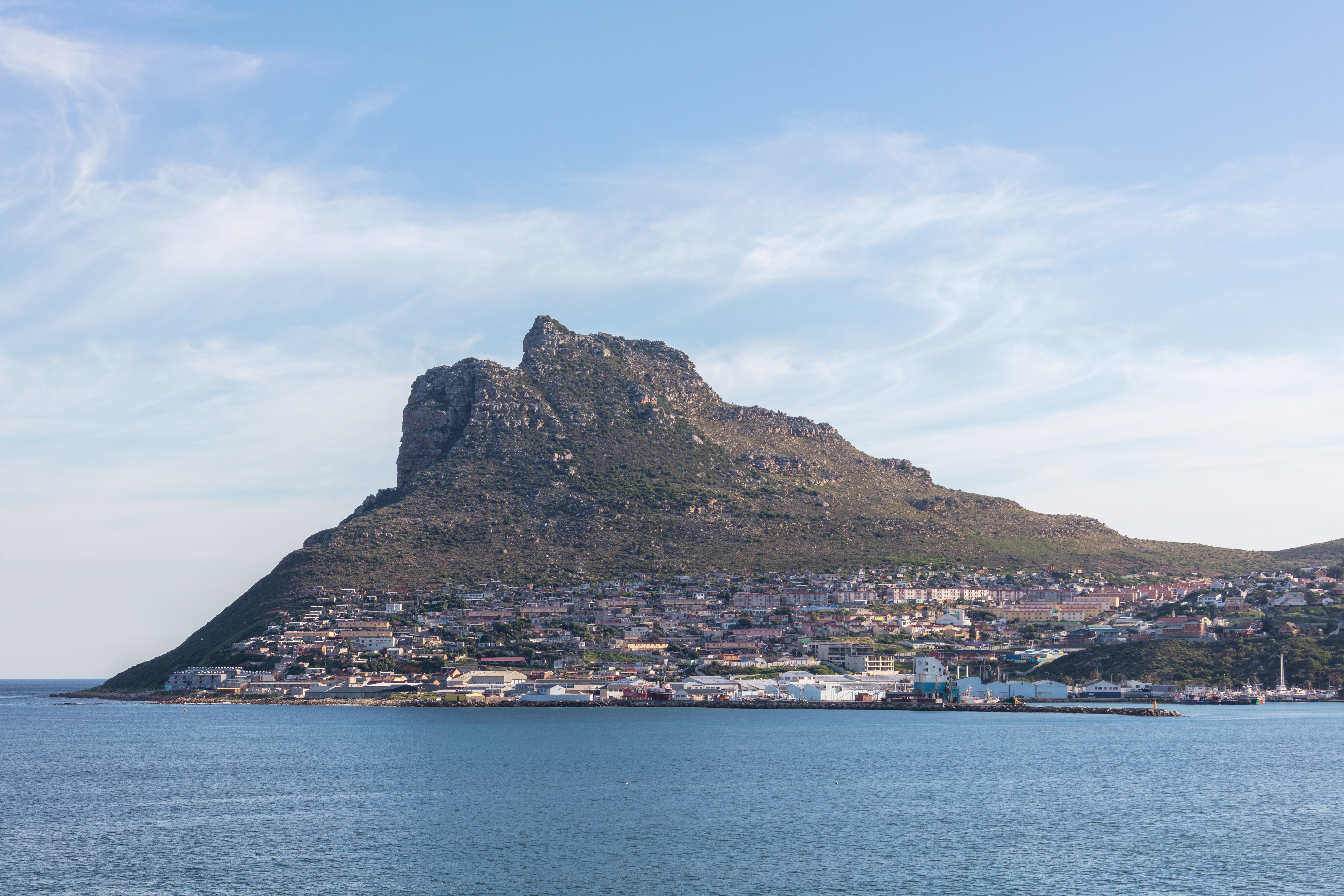
Vista de Hangberg.

Hangberg es un barrio de Hout Bay en Ciudad del Cabo, Sudáfrica. Está situado en las faldas de las montañas entre Hout Bay y la cumbre The Sentinel. La mayoría de sus habitantes de dedican a la pesca o a actividades relacionadas con el puerto.
Bajo el sistema de apartheid, el Acto de Áreas de Grupo designó a Hangberg como una zona residencial de población de color. La pobreza y el paro en Hangberg son altos, lo que propicia numerosas protestas políticas.